# Rhian Wilkinson
Pour les articles homonymes, voir Wilkinson.
Rhian Wilkinson est une joueuse canadienne de soccer née le 12 mai 1982 à Pointe-Claire au Québec.

## Biographie
Née à Pointe-Claire, Rhian Wilkinson a grandi à Baie-d'Urfé. Elle a débuté au soccer à l'âge de sept ans au club Lakeshore. Elle a débuté dans le programme national de formation en 2000, à l'âge de 17 ans. 
Elle a débuté avec l'équipe nationale du Canada lors d'un match amical contre les États-Unis en avril 2003. Plus tard cette année-là, en août, elle participe aux Jeux panaméricains, puis à la Coupe du monde 2003. En 2006 elle participe à la Gold Cup féminine, puis l'année suivante à la Coupe du monde 2007 en Chine. 
En 2008 Rhian Wilkinson participe aux Jeux olympiques de Pékin, puis en 2010 est vainqueur du Championnat féminin de la CONCACAF 2010. Elle est de nouveau présente à la Coupe du monde 2011 et fait partie de l'équipe qui remporte le tournoi des Jeux panaméricains en 2011. Elle remporte des médailles de bronze aux Jeux panaméricains 2007 et aux Jeux olympiques de 2012 à Londres.
Elle est de nouveau sélectionnée pour la Coupe du monde 2015 qui a lieu au Canada, et participe à quatre des cinq matchs du Canada, dont trois comme titulaire.
Le 11 janvier 2013, elle est mise à disposition des Boston Breakers, jouant dans la nouvelle National Women's Soccer League.

## Carrière d'entraîneur
Après sa retraite comme joueuse de soccer (avec plus de 181 sélections nationales), elle obtient son brevet d'entraîneur certifié. En novembre 2021, ele obtient le poste d'entraîneur chef des Thorns de Portland dans la ligue féminine américaine NWSL. Elle perd son poste d'entraîneur chef suite à sa relation amoureuse avec l'une de ses joueuses. relation jugé inappropriée par les joueuses de son club,.
Elle refuse ensuite plusieurs offres pour entraîner une équipe canadienne dans la Super Ligue du Nord. En février 2024, elle accepte le poste d'entraîneur-chef pour la sélection nationale du pays de Galles. Sous sa gouverne, l'équipe se qualifie pour l'Euro féminin 2025.